# Comuna Lozna, Sălaj
Lozna este o comună în județul Sălaj, Transilvania, România, formată din satele Cormeniș, Lozna (reședința), Preluci, Valea Leșului și Valea Loznei.

## Demografie
Componența etnică a comunei Lozna
     Români (92,21%)
     Romi (3,99%)
     Alte etnii (0,58%)
     Necunoscută (3,21%)
Componența confesională a comunei Lozna
     Ortodocși (84,71%)
     Penticostali (9,54%)
     Alte religii (2,04%)
     Necunoscută (3,7%)
Conform recensământului efectuat în 2021, populația comunei Lozna se ridică la 1.027 de locuitori, în scădere față de recensământul anterior din 2011, când fuseseră înregistrați 1.072 de locuitori. Majoritatea locuitorilor sunt români (92,21%), cu o minoritate de romi (3,99%), iar pentru 3,21% nu se cunoaște apartenența etnică. Din punct de vedere confesional, majoritatea locuitorilor sunt ortodocși (84,71%), cu o minoritate de penticostali (9,54%), iar pentru 3,7% nu se cunoaște apartenența confesională.

## Politică și administrație
Comuna Lozna este administrată de un primar și un consiliu local compus din 9 consilieri. Primarul, Alin-Gabriel Pocol[*], de la Partidul Național Liberal, este în funcție din 2016. Începând cu alegerile locale din 2024, consiliul local are următoarea componență pe partide politice:
|  | Partid                          | Consilieri | Componența Consiliului | Componența Consiliului | Componența Consiliului | Componența Consiliului | Componența Consiliului |
|  | ------------------------------- | ---------- | ---------------------- | ---------------------- | ---------------------- | ---------------------- | ---------------------- |
|  | Partidul Național Liberal       | 5          |                        |                        |                        |                        |                        |
|  | Alianța pentru Unirea Românilor | 2          |                        |                        |                        |                        |                        |
|  | Partidul Social Democrat        | 1          |                        |                        |                        |                        |                        |
|  | Uniunea Salvați România         | 1          |                        |                        |                        |                        |                        |

## Atracții turistice
- Biserica de lemn „Sfântul Dumitru” din satul Lozna, construcție 1813, monument istoric
- Biserica de lemn din satul Preluci, construcție 1875
- Biserica de lemn din satul Valea Loznei, construcție 1870
- Turnul roman de la Lozna
- Sistemul de supraveghere și apărare a limesului Daciei de la Cormeniș
- Sistemul de supraveghere și apărare a limesului Daciei de la Preluci
- Lozna (sit de importanță comunitară inclus în rețeaua ecologică europenă Natura 2000 în România).

## Personalități născute aici
- Maftei Pop (1804 - 1952), românul considerat că deține recordul de longevitate (se pare că a trăit 148 de ani).
- Eugen Seleș (1882 - 1953), deputat în Marea Adunare Națională de la Alba Iulia 1918